# Cardiocondyla nivalis
Cardiocondyla nivalis är en myrart som beskrevs av Mann 1919. Cardiocondyla nivalis ingår i släktet Cardiocondyla och familjen myror. Inga underarter finns listade.